# Irrungen, Wirrungen

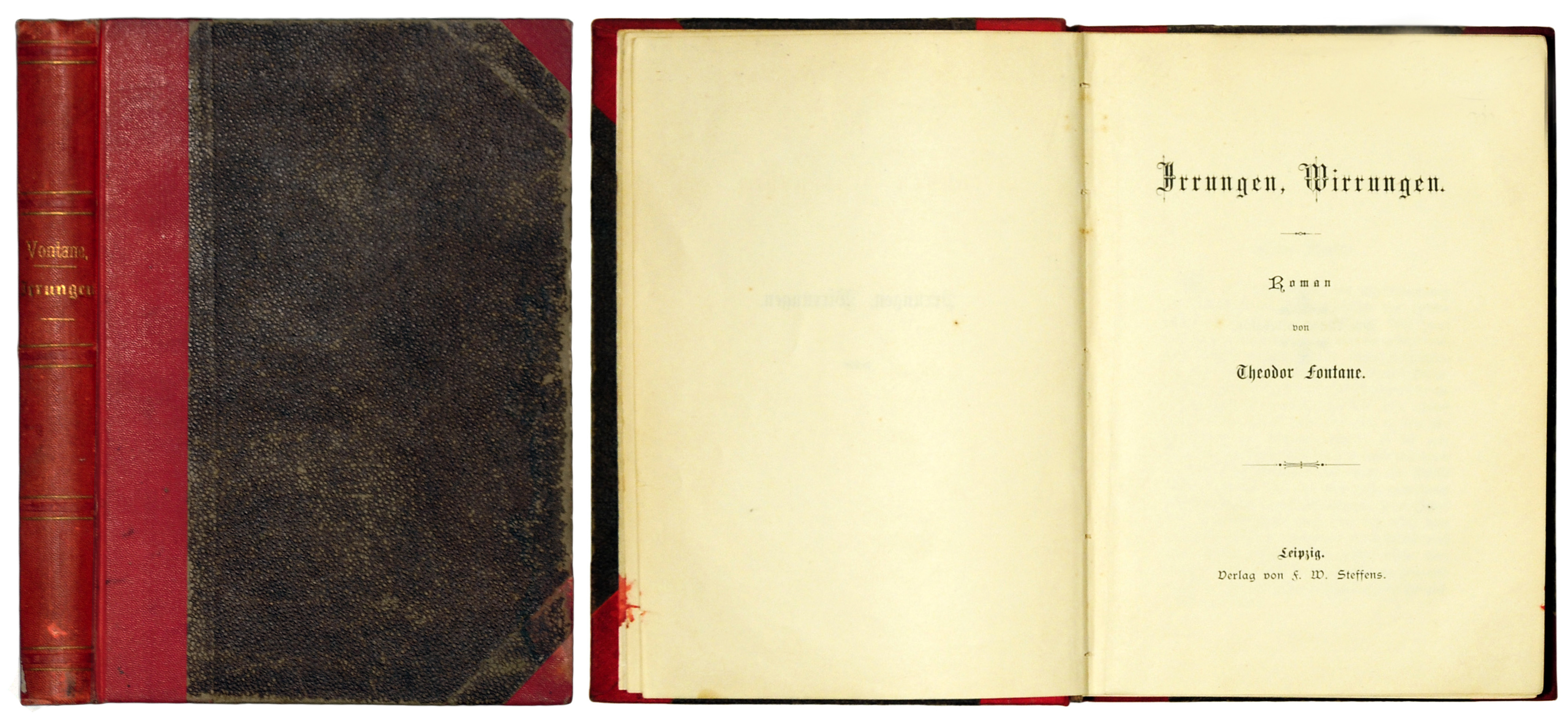
Titelblatt der ersten Buchausgabe

Irrungen, Wirrungen ist ein Roman von Theodor Fontane, der zunächst im Jahr 1887 in der Vossischen Zeitung und anschließend 1888 in Buchform erschien. Hauptthema ist die nicht standesgemäße Liebe zwischen dem Baron und Offizier Botho von Rienäcker und der kleinbürgerlichen Schneidermamsell Lene (Magdalene) Nimptsch. Beide wollen ihre Standesgrenzen nicht überwinden und heiraten „aus Vernunftgründen“ einen anderen Partner, denn: „Die Sitte gilt und muß gelten, aber daß sie’s muß, ist mitunter hart.“

## Handlung
Der Roman spielt in der zweiten Hälfte der 1870er Jahre in Berlin. Die hübsche, tüchtige und pflichtbewusste Lene wohnt als Waisenkind bei ihrer alten Pflegemutter Nimptsch in einem kleinen Häuschen auf dem Gelände einer Gärtnerei in der Nähe des Zoologischen Gartens. Bei einer Bootspartie lernt sie den gesellschaftlich gewandten und unterhaltsamen Baron Botho von Rienäcker kennen. Die beiden verlieben sich ineinander, wohl wissend, dass wegen des Standesunterschieds eine Heirat ausgeschlossen ist. Während Botho, der weichere und schwächere von beiden, sich vagen Hoffnungen auf eine mögliche Fortdauer der Beziehung zu dem natürlichen und heiteren Mädchen hingibt, weiß die realistische und klarsichtige Lene genau, dass ihre Liebe keine Zukunft hat. Dennoch ist sie entschlossen, ihr Glück zu genießen, solange es dauert.
Nach einem gesellig verbrachten Sommer soll eine Landpartie zu Hankels Ablage zum Höhepunkt in Lenes und Bothos Beziehung werden. Sie verbringen den Tag und die Nacht miteinander. Ihre Stimmung wird jäh getrübt, als sich am nächsten Tag auch drei Regimentskameraden Bothos mit ihren jeweiligen „Verhältnissen“ im Gasthaus einfinden und beide spüren, dass die Gesellschaft keinen Unterschied macht zwischen ihrer aufrichtigen Liebe zu Botho und den Beziehungen seiner Freunde zu den sie begleitenden Huren.
Am nächsten Morgen erhält Botho einen Brief seiner Mutter, in dem sie die prekäre Finanzlage der Familie schildert und auf baldige Abhilfe durch Bothos seit langem geplante Heirat mit seiner reichen Cousine Käthe von Sellenthin drängt. Botho beugt sich der Notwendigkeit und trennt sich von Lene. Er muss erkennen, „dass das Herkommen unser Tun bestimmt. Wer ihm gehorcht, kann zugrunde gehn, aber er geht besser zugrunde als der, der ihm widerspricht.“ Lene, die diese Entwicklung von Anfang an kommen sah, hat Verständnis für Bothos Entschluss und ergibt sich ihrem Schicksal. Botho heiratet die lebenslustige Käthe, führt eine wenig leidenschaftliche, doch erträgliche konventionelle Ehe, kann aber Lene ebenso wenig vergessen wie sie ihn. Als Lene ihrem früheren Geliebten und dessen Frau zufällig auf der Straße begegnet, ohne dass er sie bemerkt, ist sie einer Ohnmacht nahe und beschließt, in ein anderes Stadtviertel umzuziehen.
In ihrer neuen Umgebung lernt Lene den älteren Fabrikmeister Gideon Franke kennen. Als dieser ihr einen Heiratsantrag macht, fühlt Lene sich verpflichtet, ihm von ihrem Vorleben zu erzählen. Gideon, ein Laienprediger, der schon einen Amerika-Aufenthalt hinter sich hat, ist bereit, über ihre Vorgeschichte hinwegzusehen, sucht aber dennoch Botho in dessen Wohnung auf, um sich von der Beziehung zu Lene erzählen zu lassen. Von den alten Erinnerungen aufgewühlt, verbrennt Botho anschließend Lenes Briefe und einen mit einem ihrer Haare zusammengebundenen Blumenstrauß. Doch kann dieser symbolische Akt seine Sehnsucht nach seiner ehemaligen Geliebten nicht auslöschen: „Alles Asche. Und doch gebunden.“ Als Käthe in der Zeitung die Hochzeitsanzeige von Lene Nimptsch und Gideon Franke liest und sich über deren Namen lustig macht, reagiert Botho mit dem vieldeutigen Schlusssatz: „Gideon ist besser als Botho.“

## Komposition
Der Roman ist in sechsundzwanzig zeitungsgerecht kurze Kapitel gegliedert, die in einen ersten Teil (Kapitel 1 bis 16) mit dem Schwerpunkt der Beziehung von Lene und Botho und einen zweiten Teil (Kapitel 17 bis 26) mit dem Schwerpunkt der Ehe von Käthe und Botho zusammengefasst werden können.
In den zeitgenössischen und neueren Rezensionen werden vor allem drei Abschnitte genauer untersucht: das erste Kapitel wegen seiner Auftaktfunktion für den ganzen Roman, der Abschnitt vom dreizehnten bis sechzehnten Kapitel wegen des Übergangs zum zweiten Teil und das letzte Kapitel wegen des vieldeutigen allerletzten Satzes. In Übereinstimmung mit der Romantheorie Fontanes, der den ersten Seiten eine Schlüsselfunktion für Thema und Durchführung zusprach, werden im ersten Kapitel besondere Hinweise auf den Fortgang der Handlung identifiziert: eine von der Straße aus in der Gärtnerei sichtbare Kulisse und ihr tatsächlicher Hintergrund, die erste Erwähnung der Liebenden kurz vor einem Abschied für den Tag („Er bleibt ja nich.“ Sic.) sowie die mit der Standesgrenzen überschreitenden Liebe oft verbundene Hoffnung auf Dauer (das „Einbilden“).
Der Übergang vom ersten zum zweiten Teil wird je nach Gewichtung der Ereignisse in den Kapiteln dreizehn bis 16 gesehen, nach den kommentierend ergänzten Überschriften vom „Mätressen-Intermezzo“, über das „Ende der vermeintlichen Idylle“ und „Botho trennt sich von Lene“ bis zum Kapitel „Käthe und Botho heiraten“.
Der berühmte letzte Satz des Romans („Gideon ist besser als Botho.“) im sechsundzwanzigsten Kapitel wird je nach Kontextualisierung verschieden gedeutet: Auf einer ersten Ebene kann es um Bothos Namen als solchen gehen, der, wie Frau Dörr gegenüber Lene kommentiert, „ja gar kein christlicher Name“ sei, während ein „Gideon“ immerhin in der Bibel vorkommt. Auf einer zweiten, von Käthe nicht einsehbaren Ebene könnte Botho damit die erfolgreiche Abwendung seiner sozialen Deklassierung meinen und sich die Richtigkeit seiner Trennung von Lene bestätigen, auf einer dritten Ebene könnte Botho das „besser“ dagegen selbstkritisch meinen als Eingeständnis eigener Feigheit, von Gideons Mut und dessen Aussicht auf eine erfüllte Beziehung.
Unterhalb der durch die Kapitel vorgegebenen Makrostruktur ist der Text mit einer Reihe von Leitmotiven durchwirkt, die dem Thema zuarbeiten und den Leseeindruck formen. Hierzu gehören unter anderen
- die Trennungshinweise, die, von Lene oder anderen geäußert, der Übermacht der Verhältnisse das Wort reden,[11]
- die Verbundenheitshinweise, die Lene und Botho durch ihre Erinnerung auch nach der Trennung aneinanderbinden,[12]
- die „Redensartlichkeit“, mit der Fontane durch das gemeinsame Merkmal des häufigen Gebrauchs von Redensarten Sprache und Denken von Adel und Kleinbürgertum quer zu den sozialen Unterschieden und im Gegensatz zu Lene orchestriert,[13]
- Bothos „Volkstümlichkeit“, die er in einem Moment jovial äußert, im nächsten aber durch Distanzierung dünkelhaft zurücknimmt,[14]
- das „Komische“ der Dinge in Käthes Sicht, das eine gewisse Oberflächlichkeit signalisiert und damit in ihrem Habitus Klugheit, Sensibilität und sexuelle Versuchungen verdeckt,[15]
- Aberglauben und Magie, die sich, die Macht des Schicksals betonend, in der Vorzeichensensibilität Lenes äußern oder
- die Symbolik der Blumen und Farben.

Die Dichte der in diesem relativ kurzen, handlungsarmen, „kleinen Roman“ vorhandenen kompositorischen Elemente unterstreicht den Konstruktionsaufwand des Textes, der mit längeren Unterbrechungen zwischen 1882 und 1887 und daher mitnichten als „ein Werk freudiger Kraftentfaltung [entstand], bei dem die innere Sicherheit mühelos vorwärtstrieb und kaum erhebliche Schwierigkeiten vorfand.“

## Sexualität im Widerstreit mit den Standesgrenzen
Eine ganzes Spektrum von Geschlechterverhältnissen wird in Irrungen, Wirrungen beschrieben oder angedeutet: von der „Vernunftehe“ über längere, Standesgrenzen kreuzende Liebesbeziehungen, über kontinuierliche oder diskontinuierliche Beziehungen zu „Mätressen“ bis hin zu schnell wechselnden promiskuitiven Beziehungen innerhalb und außerhalb von Bordellen: „Zur Naturgeschichte des ´Verhältnisses´ liefert Fontane die treffendsten Beispiele und der versteht wahrlich die Aufgabe der modernen Poesie schlecht, der ihr rät, das ´Peinliche´ hier, das ´Unmoralische´ dort aus ihrem Reiche auszuschließen.“
Die durch die Standesgrenzen der Gesellschaft nicht kontrollierbare Sexualität ist im Roman „massiv vorhanden, aber für den heutigen Leser eben nicht auf den ersten Blick erkennbar.“ Der Erzähler lässt schon am Anfang Frau Dörr einen fünfzigjährigen Grafen als Liebhaber erwähnen („immer kreuzfidel un (sic) unanständig“), die drei auch in Hankels Ablage auftauchenden Freunde werden von Huren begleitet, von denen eine zu Lene bemerkt, dass die Hure Johanna vom Straßenstrich aufgelesen worden sei, „draußen auf der Chaussee nach Tegel, wo kein Mensch hinkommt und bloß mal Artillerie vorbeifährt.“ Dass „Botho sah, welche Parole heute galt“ und er sich rasch in die Situation hineinfindet, lässt die Alltäglichkeit dieser sexuellen Eskapaden ahnen. Lene, den drei Freunden und ihren Begleiterinnen mit dem Namen einer französischen Mätresse als „Agnes Sorel“ vor- und damit gleichgestellt, wird von der ältesten Hure wie ihresgleichen angesprochen; damit könnte sie Lene die Unmöglichkeit verdeutlicht haben, an Bothos Seite aus Sicht der Gesellschaft jemals etwas anderes zu werden.
Auch Bothos Vetter Rexin, der ihn um seine Meinung zur Liebesheirat mit einer Bürgerlichen befragt, hat eine offenbar schon längere Beziehung zu dieser Frau, da ihm alle Verhältnisse widerstreben, „wo knüpfen und lösen sozusagen in dieselbe Stunde fällt“, ein Sexualverhalten, das nur von Männern der Oberschicht mit Frauen aus unteren Schichten oder im Bordell möglich war. Uneheliche Kinder konnten in solchen Verhältnissen oft nicht vermieden oder abgetrieben werden. Von daher gewinnt die sonst kaum verständliche Bemerkung Frau Dörrs gegenüber der Pflegemutter Nimptsch, Lene sei „vielleicht (…) eine Prinzessin oder so was“, eine auf die verbreitete Sexualmoral und ihre Folgen verweisende Bedeutung: Auch Lene könnte das uneheliche Kind einer Mésalliance sein.
Das Motiv der Standesschranken überwindenden Liebe war 1888 in der Literatur nicht neu. Schon im 18. Jahrhundert sah man einen Zusammenhang zwischen der Freiheit des Individuums und der freien Partnerwahl. Die gesellschaftliche Realität jedoch blieb davon noch weitgehend unberührt – so, wie auch Botho und Lene, ganz ohne großes Aufbegehren, in ihre jeweils zugehörige Schicht zurückkehren. Am Ende des Romans haben beide allgemein akzeptierte Partner, für die sie in ihren „Vernunftehen“ (noch) keine Leidenschaft empfinden.
Anders als Käthe weiß Gideon über Lenes frühere Liebschaft genauer Bescheid, entschließt sich aber, diese zu tolerieren. Im Gegensatz zu dieser fortschrittlichen Haltung wird das Brautpaar vor der Kirche von Passantinnen aus der Arbeiterschaft negativ kommentiert: Sie erwähnen, dass Lene keinen Hochzeitskranz trägt, das Symbol der Jungfräulichkeit der Braut also fehle, und dass ein so großer Altersunterschied keine lebendige Beziehung erwarten lasse.

## Namenssymbolik und Figurenhandeln
Wie in anderen Romanen Fontanes vermitteln die Namen zusätzliche Hinweise und lassen den Leser Zusammenhänge assoziieren, ohne dass der Erzähler diese direkt ansprechen muss. Die Hauptgestalten in der Welt der Kleinbürger sind gekennzeichnet durch bodenständig klingende Namen wie „Suselchen Dörr“ oder „Nimptsch“; Lene Nimptsch bildet schon durch ihren Familiennamen einen Kontrast zu Bothos Ehefrau mit dem vergleichsweise kapriziös klingenden „Sellenthin“. Während Botho etymologisch ein Bote ist, im Roman Überbringer einer schlechten Nachricht an Lene, kämpft der biblische Gideon auf Gottes Geheiß erfolgreich gegen einen heidnischen Kult; der Gideon im Roman trägt den Nachnamen Franke, der Freie – er  besitzt die Freiheit, die nicht mehr jungfräuliche Lene zu ehelichen.
Bothos prekäre Vermögenslage wird mehrmals betont, da die Ländereien der Familie Rienäcker nicht mehr aus Äckern bestehen, sondern aus sumpfigen Ranunkelwiesen und einem romantischen, aber nutzlosen Maränensee: „rien“, frz. „nichts“, „Rienäcker“ ergo: „keine Äcker“. Botho hat außerdem dieselben Initialen wie Rexin (B. v. R.), dem er von der Liebe zu einer Bürgerlichen abrät.
Botho und seine Kameraden geben sich ausländische „Necknamen“ und nennen ihre Begleiterinnen nach Frauengestalten aus Schillers „Jungfrau von Orleans“, eine für die Beteiligten durchsichtige Camouflage. Lene kennt aufgrund ihres einfachen Bildungsniveaus die Herkunft der Namen nicht, merkt also auch nicht, wie Botho sie herabsetzt, indem er sie als „Mademoiselle Agnès Sorel“ vorstellt und sie damit nach der Mätresse Karls VII. bezeichnet.
Lenes Vorname Magdalene wird dem Leser erst in der zweiten Hälfte des Romans deutlich. Man kann hier die Rolle assoziieren, die die katholische Kirche zeitweise mit Maria Magdalena verband, aber auch, dass diese Frau eine der wenigen weiblichen biblischen Gestalten ist, die nicht nur über ihren Mann oder ihren Vater definiert werden, sondern eine gewisse Selbstständigkeit besitzt. Auch Lene Nimptsch, als Findelkind ohne "legitimen" Vater, musste sich von Jugend auf daran gewöhnen, für sich selbst zu entscheiden: „Lene (ist) eine der stärksten und menschlich überzeugendsten Gestalten Fontanes“ und „dem Geliebten ebenbürtig wie nur eine seiner Standesgenossinnen.“ In der ersten Hälfte des Romans lässt Lene auch an den Namen Helena denken, die an Helena von Troja erinnert, die schönste Frau im alten Griechenland. (Ihr von der Adoptivmutter übernommener Nachname Nimptsch spielt an auf Nikolaus Franz Niembsch, Edler von Strehlenau, einen österreichischen Dichter des Biedermeier, der unter dem Künstlernamen Nikolaus Lenau bekannt wurde.)
Käthe, eigentlich also Katharina, wird im Gegensatz zu Lene nach einer gängigen, aber irrigen Volksetymologie oft als „die Reine“ gedeutet. Obwohl im Klub besprochen wird, dass ihr schon mit vierzehn Jahren in der Berliner Pension der Hof gemacht wurde, hat sie offenbar in ihrem Vorleben keine intimen Männerbekanntschaften, sondern ihr Lebenslauf entspricht den Normen und Standeskonventionen. Käthe wird fast durchweg als Gegenfigur zu Lene verstanden, aber sie ist „eine über weite Strecken selbstsichere Frau mit Humor, welche die gesellschaftlichen Konventionen meisterhaft beherrscht.“ Im Rahmen des Figurenspektrums ist sie ein „Spiegel für die Reflexe zeitbestimmter Erwartungen“ und die vielfältigen Bezeichnungen der Figur sind in dieser Perspektive zu verstehen.

## Interpretationen
Thema der Irrungen, Wirrungen sind die Geschlechterbeziehungen unter dem Druck restriktiver sozialer Strukturen, in denen die Figuren nach ihrer Position und Prädisposition mehr oder weniger abweichende Formen der Erfüllung von sexuellen und Liebeswünschen entwickeln. Der Habitus der Figuren ist ambivalent und besteht sowohl aus Aspekten der Unterordnung als auch des libertären Widerstands.
Der Roman schildert damit keine Ausnahmesituationen, sondern die Alltäglichkeit konventioneller Auswege, „etwas Gewöhnliches und Alltägliches, das nur deshalb ein Bürgerrecht im Reich der Poesie erhält, weil der Dichter uns für die alltäglichen Verhältnisse und die keineswegs ungewöhnlichen Personen aufs Lebhafteste zu interessieren weiß.“ Nicht nur wegen des von den kleinbürgerlichen Figuren verwendeten Dialekts und nicht nur wegen des Lokalkolorits wird der Roman daher von zeitgenössischen Kritikern den „Berliner Romanen“ zugeordnet. Mehr noch als diese Merkmale ist die Metropole des Deutschen Reiches gemeint, deren schnelles Wachstum im Zuge der Industrialisierung auch eine Verschärfung der sozialen Gegensätze und eine Differenzierung der Normen des sozialen Feldes implizierte: „Es ist ein Berliner Roman, wie sie jetzt in die Mode gekommen sind, ein Sittenbild aus der Reichshauptstadt, das derselben nicht sonderlich zur Ehre gereicht“, ein Roman des „deutschen Babylon“.
In einer mehr individuellen Perspektive ist für die Interpretation des Romans „nicht die Suche nach einer allgemeinen Lösung in der bestehenden Ordnung [entscheidend], sondern die Frage nach dem Glück“: Fontane habe keine positive Lösung gefunden, sondern einen „Zustand von höchster Tragik aufgedeckt.“
Betrachte man den Roman aller Zeitbedingungen enthoben und mit etwas ´Jederzeitlichkeit´ versehen, sei „der hervortretende Konflikt […] einer zwischen Gesellschaft und Menschlichkeit.“ Das Ziel des Romans sei es, „die den Menschen einengende Gesellschaftlichkeit noch in einem Bereich zu zeigen, in dem sie eigentlich nichts zu suchen hat.“

## Bezug zu Zeuthen

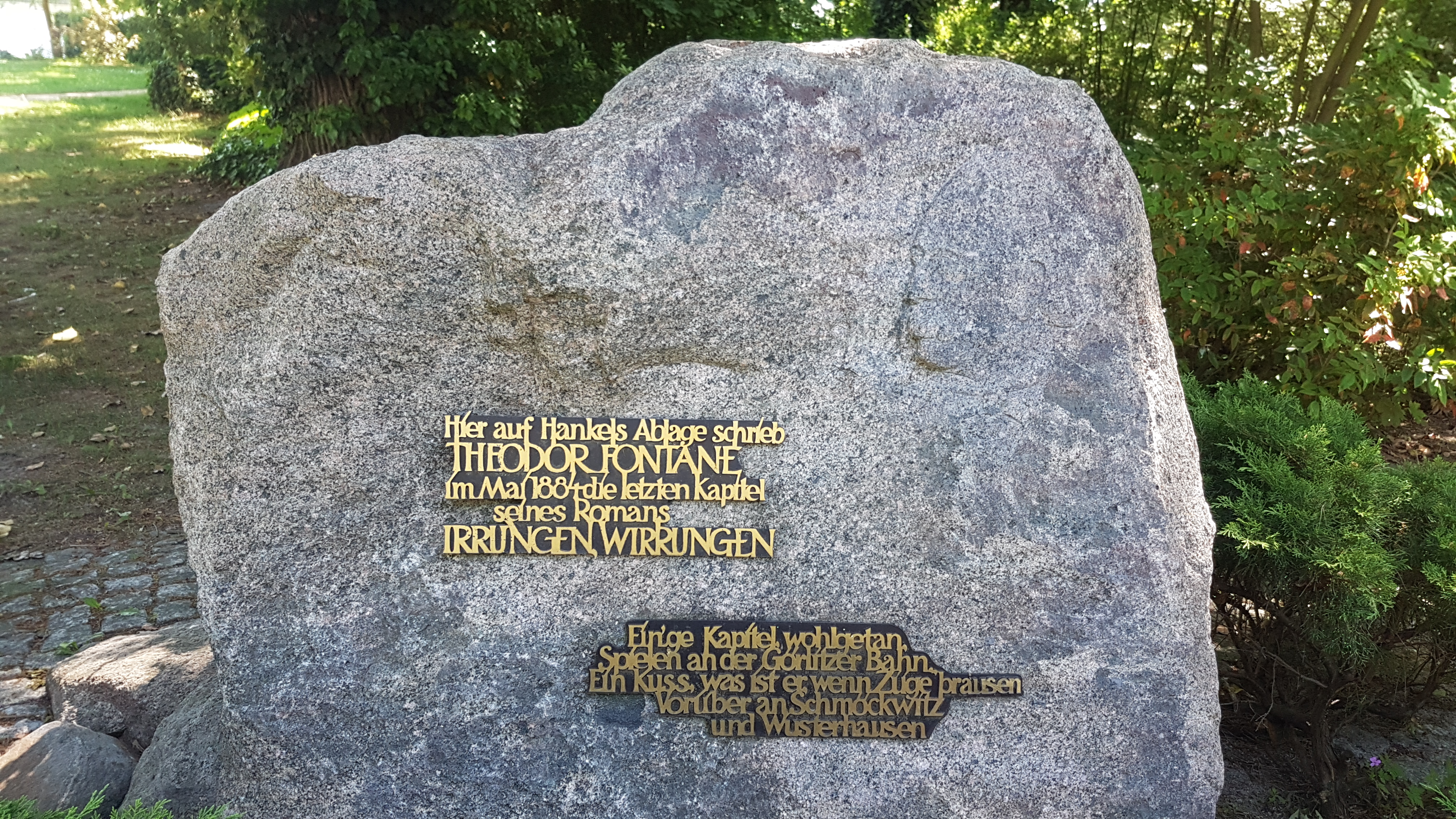
Gedenkstein an Theodor Fontane auf dem Fontaneplatz in Zeuthen

Fontane soll die letzten Kapitel von Irrungen, Wirrungen auf dem Holzlagerplatz Hankels Ablage geschrieben haben, der ebenso Schauplatz einiger Szenen des Romans ist. Die Ablage war zunächst ein Holzlagerplatz und später ein Ausflugslokal in der damaligen Gemeinde Miersdorf, die später in der Gemeinde Zeuthen aufging. Auf Fontanes Wirken am Ort verweist ein Gedenkstein auf dem Fontaneplatz.

## Rezeption des Romans
Der Roman wurde im Jahre 1887 in Fortsetzungen in der Vossischen Zeitung vorabgedruckt und stieß bei den Lesern auf heftige Ablehnung. „Sie nahmen Anstoß an der unbefangenen Darstellung des Liebesverhältnisses zwischen einem Adligen und einer kleinen Plätterin, deren Gefühle der Dichter auch noch ´einfach, wahr und natürlich´ nannte und damit auf eine Wertstufe hob, die ihnen nach der herrschenden Moral nicht zustand.“ Selbst einer der Mitinhaber der Vossischen Zeitung äußerte der Schriftleitung gegenüber: „Wird denn die gräßliche Hurengeschichte nicht bald aufhören?“ Die Reaktionen auf die Veröffentlichung wurden ein Höhepunkt der Fontane-Kritik: „Keines seiner Werke hatte bisher so eingeschlagen. Zum ersten Mal war die Lebenslüge der herrschenden Gesellschaft bis ins Mark getroffen und durchschaut.“
Als skandalös wurde vor allem die Tatsache empfunden, dass Fontane das Figurenhandeln nicht verurteilt, sondern vielmehr Sympathie dafür aufbringt. Hinzu kam, dass er die Frau aus niederem Stand nicht nur als gleichwertig, sondern als charakterlich überlegen darstellt. „Das Bürgertum empörte sich über den Roman (…) allein aufgrund der Tatsache des ´freien´ Liebesverhältnisses, der Adel hingegen reagierte einzig empfindlich auf das Faktum der ‚Mesalliance‘.“

## Verfilmungen
Der Roman wurde unter dem Titel Ball im Metropol von Regisseur Frank Wysbar 1937 verfilmt. 1966 verfilmte Rudolf Noelte den Roman als Fernsehfilm unter seinem Originaltitel. Der Deutsche Fernsehfunk produzierte unter der Regie von Robert Trösch 1963 eine Fernsehspielversion mit Jutta Hoffmann und Jürgen Frohriep in den Hauptrollen.

## Ausgaben

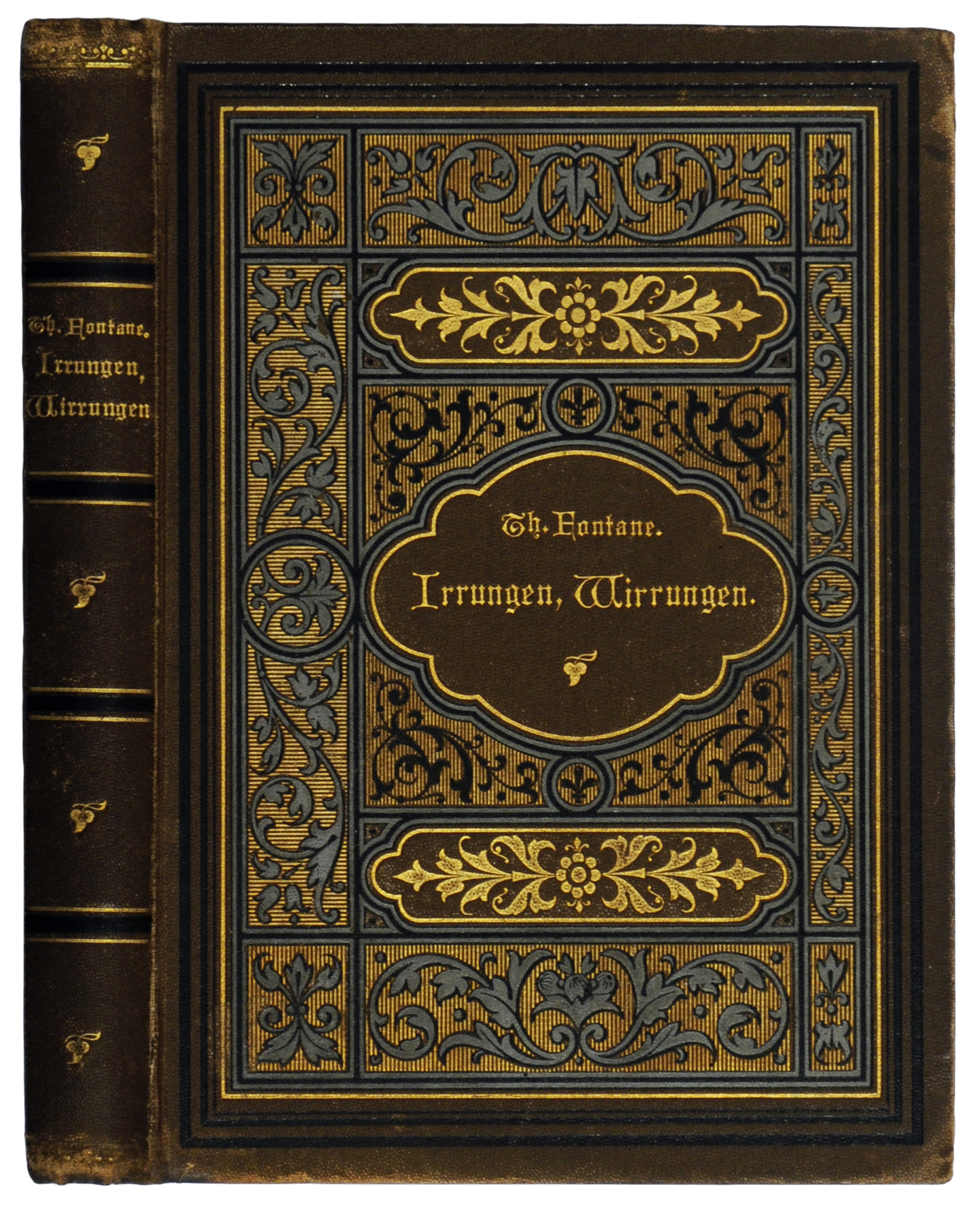
Verlagseinband der ersten Buchausgabe 1888

- Erste Buchausgabe: Theodor Fontane: Irrungen, Wirrungen. Roman. Leipzig: Verlag von F. W. Steffens, o. J. [1888], 284 S., s. Abb. rechts (Digitalisat und Volltext im Deutschen Textarchiv)
- Theodor Fontane: Irrungen, Wirrungen. Roman. Walter Keitel, Helmuth Nürnberger (Hrsg.): Werke und Schriften Band 12, Nachdruck. der 2., rev. Auflage des Hanser-Verlags, 14. Auflage, Frankfurt/M u, Berlin: Ullstein 1992, ISBN 3-548-44519-5
- Theodor Fontane: Irrungen, Wirrungen. Roman. Bearbeitet von Karen Bauer. Aufbau, Berlin 1997 (= Große Brandenburger Ausgabe. Das erzählerische Werk. Bd. 10), ISBN 3-351-03122-X.
- Theodor Fontane: Irrungen, Wirrungen. Mit einem Kommentar von Helmut Nobis. Suhrkamp, Frankfurt am Main 2006, ISBN 3-518-18881-X.
- Theodor Fontane: Irrungen, Wirrungen. Roman. Hrsg. von Wolf Dieter Hellberg. Reclam, Stuttgart 2013, ISBN 978-3-15-019038-8.

## Sekundärliteratur
- Frederick Betz: Erläuterungen und Kommentare. Theodor Fontane: Irrungen, Wirrungen. Stuttgart, Reclam 2002, ISBN 3-15-008146-7
- Susanne Czuba-Konrad: Die Unerreichbarkeit von Erfüllung in Theodor Fontanes „Irrungen, Wirrungen“ und „L‘Adultera“.  Peter Lang, Frankfurt am Main 1991.
- Otto Eberhardt: „Finessen“ Fontanes in seinem Roman „Irrungen, Wirrungen“. In: Jahrbuch der deutschen Schillergesellschaft 56 (2012), ISBN 978-3-8353-1138-1, S. 172–202.
- Otto Eberhardt: Fontanes „Irrungen, Wirrungen“ als Werk des poetischen Realismus. In: Archiv für das Studium der neueren Sprachen und Literaturen, 251 (2014), ISSN 0003-8970, S. 283–309.
- Gisa Frey: Der Passionsweg des Botho von Rienäcker. In: Fontane-Blätter. Heft 59 (1995), S. 85–89.
- Walther Killy: Abschied vom Jahrhundert. Fontane: ‚Irrungen, Wirrungen‘. In: Walther Killy: Wirklichkeit und Kunstcharakter. Neun Romane des 19. Jahrhunderts. Beck, München 1963, S. 193–211.
- Volker Ladenthin, Mario Leis: Theodor Fontane: Irrungen, Wirrungen. Lektüreschlüssel XL für Schülerinnen und Schüler, Stuttgart, Reclam 2019, ISBN 978-3-15-015508-0.
- Martin Lowsky: Theodor Fontane: Irrungen, Wirrungen. C. Bange Verlag, Hollfeld 2011 (= Königs Erläuterungen. Textanalyse und Interpretation. Bd. 330), ISBN 978-3-8044-1928-5.
- Horst Schmidt-Brümmer: Formen des perspektivischen Erzählens. Fontanes „Irrungen Wirrungen“. Fink, München 1971.
- Kindlers neues Literatur-Lexikon, hrsg. von Walter Jens, Studienausgabe, München: Kindler 1996, Band 5 Ea-Fz, ISBN 3-463-43200-5

## Hörbücher
- Sabine Falkenberg liest Irrungen, Wirrungen. Ungekürztes Hörbuch mit Gesamttext und Worterklärungen als PDF-Datei. HörGut! Verlag, Hamburg 2007. ISBN 978-3-938230-16-9
- Gert Westphal liest Irrungen, Wirrungen. Vollständige Lesung 5 CDs, ca. 345 Minuten. Genre: Deutschsprachige Weltliteratur. Verlag: Deutsche Grammophon. ISBN 3-8291-1354-4
- Claus Boysen liest Irrungen, Wirrungen. Vollständige Lesung, 352 Minuten. Verlag: Voltmedia, Paderborn (Juli 2006). ISBN 978-3-938891-11-7

## Belege
1. ↑  Die Erstveröffentlichung in der Vossischen Zeitung bezeichnet den Roman im Untertitel als Eine Berliner Alltagsgeschichte. Fontane hat sein Werk zunächst wiederholt als „Novelle“ bezeichnet. Die Veröffentlichung von der ersten Buchausgabe an als „Roman“ wird schon in einer Rezension von 1888 kritisiert, die wegen der Handlung im Umfang einer „Nussschale“ nicht einmal die Kriterien einer Novelle erfüllt sieht. Betz: Erläuterungen und Dokumente, S. 111. Auch der Lektüreschlüssel XL hält die Bezeichnung „Novelle“ wegen eines Mangels an "menschlicher Totalität" für angemessener. Ladenthin, Leis: Lektüreschlüssel XL, S. 47.
2. ↑  So Fontane am 16. Juli 1887 an Friedrich Stephany, den Chefredakteur der Vossischen.
3. ↑  Zwischen Bothos Freunden und ihren Begleiterinnen geht es um eine Geldbeziehung: Die Männer machen sich „über die Rollen ihrer Freundinnen keine Illusionen, sie kennen den Handel, den Vertrag, der geschlossen wurde, und nutzen ihn.“ Die Mätressen ziehen „hieraus materielle Vorteile“ wie auch Botho sich von Lene trennt, „weil er eine Vernunftehe mit Käte eingeht, die einen Geldsegen für seine Familie bedeutet.“ Ladenthin, Leis: Lektüreschlüssel XL, S. 37 f. Botho entscheidet sich für die gesellschaftlich respektablen Form einer „Vernunftehe“ aus Geldnot - wie groß ist der Unterschied zur Prostitution der Mätressen?
4. ↑  Ladenthin, Leis: Lektüreschlüssel XL, S. 11.
5. ↑  „Das erste Kapitel ist immer die Hauptsache […]. Bei richtigem Aufbau muß in der ersten Seite der Keim des Ganzen stecken. (…) An den ersten drei Seiten hängt immer die ganze Geschichte.“ Aus Briefen Fontanes zitiert nach Betz: Erläuterungen und Dokumente, S. 8.
6. ↑  „Die Täuschung über die wahren sozialen Verhältnisse stört das erträglich Normale und führt zu dem, was Frau Dörr das ´Schlimme´, das unglückliche Bewusstsein nennt. Hierin besteht, wie im Einleitungskapitel des Romans thematisiert, das Grundproblem ´unserer Erzählung´.“ Ladenthin, Leis: Lektüreschlüssel, S. 52 f. Betz nennt unterstützend die erste Erwähnung der Liebenden in der Situation des Abschieds, folgt aber Christian Grawe (2000), der gegen die Annahme einer schon vollinhaltlichen ersten Seite argumentiert, dass im ganzen ersten Teil erst Lenes Welt zu entwickeln war, bevor der Roman Käthes und Bothos Welt darstellen konnte. Betz: Erläuterungen und Dokumente, S. 8, 137 f.
7. ↑  Inhaltsanzeigende Überschriften nicht bei Fontane, sondern bei Ladenthin, Leis: Lektüreschlüssel XL, S. 20 ff. Betz zitiert Joachim Biener (1970) und Cordula Kahrmann (1976), die im 14 Kapitel den "Knotenpunkt", die "Peripetie" des Romans sehen, sowie Christian Grawe (2000), der den symbolischen Tod Lenes und ihre Vertreibung aus dem Dörrschen ´Schloss´ im 16. Kapitel betont. Betz: Erläuterungen und Dokumente, S. 34, 43, 138.
8. ↑  Fontane: Irrungen, Wirrungen, Ullstein-Ausgabe 1992, S. 20.
9. ↑  Zu den einzelnen Quellen der Kontextualisierung vergleiche Betz: Erläuterungen und Dokumente, S. 63, 123, 125, 132 sowie Ladenthin, Leis: Lektüreschlüssel, S. 9, 34.
10. ↑  Ladenthin, Leis: Lektüreschlüssel XL, S. 41, 52 ff., 110 f. Unterhalb der Leitmotivik arbeitet der Text mit in der Forschung noch nicht untersuchten Mikrostrukturen, in denen Wahrheit und Unwahrheit der kulturellen Selbstmystifikationen gegeneinander gestellt werden.
11. ↑  Betz: Erläuterungen und Dokumente, S. 8, 104 f. und Ladenthin, Leis: Lektüreschlüssel XL, S. 100 f.
12. ↑  Betz: Erläuterungen und Dokumente, S. 28, 46.
13. ↑  Betz: Erläuterungen und Dokumente, S. 17, 43, 107, 130 f.
14. ↑  Betz: Erläuterungen und Dokumente, S. 130 sowie Ladenthin, Leis: Lektüreschlüssel XL, S. 39.
15. ↑  Betz: Erläuterungen und Dokumente, S. 46, 130, 138 f. Vergleiche Käthes Bericht über ihren Kuraufenthalt in Schlangenbad, den interessanten Mr. Armstrong und ihre mehrfach nachdenklichen Bemerkungen bei ihrer Heimkehr. Fontane: Irrungen, Wirrungen, Ullstein-Ausgabe, S. 151 ff.
16. ↑  Zitat von Conrad Wandrey (1919) in: Theodor Fontane, Irrungen, Wirrungen, Ullstein-Ausgabe 1992, S. 175 f.
17. ↑  Der im Roman so genannte „Mittelkurs“, die „Ehe ohne Ehe“ oder „Einigung ohne Sanktion.“ Fontane: Irrungen, Wirrungen, Ullstein-Ausgabe 1992, S. 149 f.
18. ↑  Otto Brahm: Irrungen, Wirrungen (1888), zitiert nach Betz: Erläuterungen und Dokumente, S. 97.
19. ↑  Ladenthin und Leis: Lektüreschlüssel XL, S. 76.
20. ↑  In Rezensionen findet sich häufig der beschönigende Begriff der „Mätressen“, der ein prostitutionsnahes Dauerverhältnis von Frauen von meist hohem gesellschaftlichen Rang zu den sie unterhaltenden Männern bezeichnet. Im Roman wird aber nur im Fall von „Johanna“, die vom Straßenstrich aufgelesen wurde, ein Dauerverhältnis angedeutet. Im Lektüreschlüssel wird das 13. Kapitel zunächst als „Mätressen-Intemezzo“ überschrieben, im Text werden diese fälschlich auch „Liebhaberinnen“ und „Freundinnen“ genannt, bis schließlich Klartext geredet wird: „Liebschaften, die aber alles andere als jungfräulich sind, eben Huren.“ Ladenthin, Leis: Lektüreschlüssel XL, S. 20.
21. ↑  „Was für Dreckseelen diese ganze Misere, der nichts großes begegnet! Aber wie menschlich ist es! Wie wahr!“ Conrad Alberti: Theodor Fontane. Ein Festblatt zu seinem siebzigsten Geburtstag (1889), zitiert nach Betz: Erläuterungen und Dokumente, S. 115.
22. ↑  Theodor Fontane: Irrungen, Wirrungen, Ullstein-Ausgabe 1992, S. 149.
23. ↑  Theodor Fontane: Irrungen, Wirrungen, Ullstein-Ausgabe 1992, S. 10. In einer Rezension von 1888 (vermutlich von Teophil Zolling) wird dieser Prinzessinnen-Hinweis nur als ein „balladesker Zug“ gedeutet, der sich nicht mit der Zuordnung Fontanes zum Realismus vertrage und den er somit als Fremdkörper statt als Beitrag zum Thema deutet. Auch für Betz ist „die rätselhafte, märchenhafte Herkunft der Pflegetochter [interessant]“, ohne dass er eine schlüssige Erklärung anbietet. Betz: Erläuterungen und Dokumente, S. 11, 112.
24. ↑  Die doppelte Hochzeit sollte nicht als happy ending missverstanden werden: Man dürfe sich „nicht darüber hinwegtäuschen, dass beide Ehen fade, aus Konvention, Pragmatismus und Standeserwägungen heraus geschlossene Ehen sind.“ Betz: Erläuterungen und Dokumente, S. 132.
25. ↑  Eine neugierige Menschenmenge, „meist Arbeiterfrauen“ beobachtet die Hochzeit vor der Kirche und kommentiert - wieder ist die restriktive Moral wie schon die „Redensartlichkeit“ standesübergreifend. Fontane: Irrungen, Wirrungen, Ullstein-Ausgabe 1992, S. 161 f.
26. ↑  Betz: Erläuterungen und Dokumente, S. 14 f.
27. ↑  Ladenthin, Leis: Lektüreschlüssel XL, S. 55.
28. ↑  Karl Richter: Resignation. Eine Studie zum Werk Theodor Fontanes (1966), zitiert nach Betz: Erläuterungen und Dokumente, S. 19. Und Ludwig Pietsch: Literarisches (1888), zitiert nach Betz: Erläuterungen und Dokumente, S. 99.
29. ↑  „Die traditionelle pauschale Abwertung Käthes als eines oberflächlichen Gesellschaftswesens ist in den letzten Jahrzehnten einer sorgfältigeren Analyse des Textes gewichen, die zu einer menschlichen Aufwertung dieser Figur geführt hat.“ Betz: Erläuterungen und Dokumente, S. 138.
30. ↑  Ladenthin, Leis: Lektüreschlüssel XL, S. 41.
31. ↑  Schmidt-Brümmer: Formen perspektivischen Erzählens (1971), zitiert nach Betz: Erläuterungen und Dokumente, S. 126 ff.
32. ↑  Wilhelm Lübke (1888), zitiert nach Betz: Erläuterungen und Dokumente, S. 88.
33. ↑  Betz: Erläuterungen und Dokumente, S. 5 ff., Ladenthin, Leis: Lektüreschlüssel, S. 56.
34. ↑  Beide Zitate von 1888, zitiert nach Betz: Erläuterungen und Dokumente, S. 94, 102. Dieser „Berliner Roman“ ist ein Topos der zeitgenössischen Literatur-Kritik. Betz: Erläuterungen und Dokumente, 93 f., 96 ff., 107.
35. ↑  Gerhard Friedrich: Die Frage nach dem Glück in Fontanes Irrungen, Wirrungen (1959), zitiert nach Betz: Erläuterungen und Dokumente, S. 123. Betz erwähnt Zweifel an der Behauptung des Tragischen, da in der Forschung unterschiedlich bewertet werde, „wie versöhnlich oder tragisch diese Entwicklung gemeint ist.“ S. 139.
36. ↑  Walter Müller-Seidel: Theodor Fontane. Soziale Romankunst in Deutschland (1975), zitiert nach Betz: Erläuterungen und Dokumente, S. 136 f.
37. ↑  Kindlers neues Literatur-Lexikon. Studienausgabe, Kindler 1996, Band 5, siehe Literatur, S. 668.
38. ↑  Hans-Heinrich Reuter: Fontane (1968), zitiert nach Betz: Erläuterungen und Dokumente, S. 86.
39. ↑  Carin Liesenhoff: Fontane und das literarische Leben seiner Zeit. Eine literatursoziologische Studie (1976), zitiert nach Betz: Erläuterungen und Dokumente, S. 86.
40. ↑  Irrungen, Wirrungen bei krimiserien.heimat.eu, abgerufen am 25. März 2017